# Philipp Ludwig Statius Müller
Philipp Ludwig Statius Müller (Pseudonym: Philipp Alethophilus; * 25. April 1725 in Esens, Landkreis Wittmund, Ostfriesland; † 5. Januar 1776 in Erlangen) war ein deutscher Theologe, Zoologe und universell lehrender Professor.

## Leben und Wirken
Statius Müller wurde als Sohn des Predigers Christoph Anton Statius Müller geboren und
studierte von 1741 bis 1744 in Jena Theologie und Philosophie. Der in Curacao wirkende Mediziner August Leberecht Müller war sein Bruder. Statius Müller wurde am 30. Oktober 1745 Prediger der lutherischen Gemeinde zu Amersfoort. 1749 folgte er einem Ruf nach Leeuwarden. Aufgrund von Beschuldigungen, er würde mit Balthasar Bekker sympathisieren und zu sehr der Aufklärung verpflichtete theologische Ansichten vertreten, kam es bis 1754 zu einem Bruch mit der Kirche. Statius Müller nahm einen Ruf an die Universität Erlangen an, wo er Vorlesungen über Logik, Metaphysik, Rhetorik, Politik, niederländische Sprache, Wirtschaftswissenschaften (Kameralistik) und Naturwissenschaften wie Botanik, Pflanzenheilkunde und Geographie hielt. Seine weiterbestehenden Kontakte in die Niederlande ermöglichten die Anlage eines Naturalienkabinetts. Im Jahr 1766 wurde er zum Mitglied der Leopoldina gewählt.
Zwischen 1773 und 1776 veröffentlichte Müller eine deutschsprachige Systematik des Tierreichs. Dabei orientierte er sich sowohl am ersten Band der zwölften Auflage von Carl von Linnés Systema Naturae als auch an Maarten Houttuyns Natuurlijke Historie. Der Nachtrag von 1776 beinhaltete Erstbeschreibungen für eine große Anzahl an Tierarten, unter anderem Guanako, Potto, Dugong, Saint-Lucia-Amazone, Hoatzin und Rotsteißkakadu.

## Schriften (Auswahl)
- De Zeedemeester der kerkelyken. 2 Bände. Tongerlo, Amsterdam 1750–1752.
- De traanen eenes volks, over het verlies van een eminent Opper-Hoofd. Ferwerda, Leeuwarden 1751, Digitalisat.
- De justo probabilitatis valore et usu sectio teria. s. n., Erlangen 1758.
- Die rechtmäßige Freude über die Wohlthaten Gottes. Cuno, Jena 1758, Digitalisat.
- Oratoriam extemporaneam a praeivdiciis nonnvllis, qvibvs est obnoxia vindicat. Camerarius, Erlangen 1758, Online.
- Kurze Anleitung zur Holländischen Sprache. Kammerer, Erlangen 1759, Digitalisat, Dritte Auflage 1838
- Einsame Nachtgedanken. Eine Wochen-Schrift. Wien u. a. 1761.
- Kort Ontwerp van de zedelyke Oogmerken Gods by de Schepping en Regeering deezer Waereld. Selschap, Amsterdam 1762, Online.
- Dvbia Coralliorvm Origini Animali Opposita. Camerarius, Erlangen 1770, Online.
- Bedenkingen betreffende den dierlijken oorsprong der koraal-gewassen. Blussé, Dordrecht 1771, Online.
- Des Ritters Carl von Linné […] vollständiges Natursystem nach der zwölften lateinischen Ausgabe und nach Anleitung des holländischen Houttuynischen Werks mit einer ausführlichen Erklärung ausgefertiget von Philipp Ludwig Statius Müller. Gabriel Nicolaus Raspe, Nürnberg 1773–1775.
  - Teil 1: Von den säugenden Thieren. 1773, Online.
  - Teil 2: Von den Vögeln. 1773, Online.
  - Teil 3: Von den Amphibien. 1774, Online.
  - Teil 4: Von den Fischen. 1774, Online.
  - Teil 5, Band 1: Von den Insecten. 1774, Online.
  - Teil 5, Band 2: Von den Insecten. 1775, Online.
  - Teil 6, Band 1: Von den Würmern. 1775, Online.
  - Teil 6, Band 2: Von den Corallen. 1775, Online.
- Supplements- und Register-Band über alle sechs Theile oder Classen des Thierreichs. Gabriel Nicolaus Raspe, Nürnberg 1776, Online.
- Verzeichniß einer zahlreichen und auserlesenen Sammlung von Naturalien. Kammerer, Erlangen 1778, (Auktions-Katalog), Online.